# Bombardier NGT8
Bombardier NGT8 − niskopodłogowy, trójczłonowy, jednokierunkowy tramwaj niemieckiego producenta Bombardier Transportation, produkowany dla MPK Kraków i eksploatowany przezeń w Krakowie od 2012 roku. W roku 2012 był najdłuższym tramwajem w Polsce.

## Konstrukcja
Tramwaj Bombardier NGT8 jest modyfikacją tramwaju Bombardier Flexity Classic, trójczłonowym zespołem pojazdów o długości 32,83 metra. Nadwozie wsparte jest na czterech dwuosiowych wózkach, przy czym napędowy jest pierwszy i ostatni. Każda oś wózka napędowego wyposażona jest w asynchroniczny silnik prądu przemiennego marki SKODA o mocy 105 kW, usytuowany równolegle do osi zestawu kołowego. Każdy silnik zasilany jest przez falownik. Układ zasilania umożliwia zwrot energii do sieci trakcyjnej i jest przystosowany do wdrożenia układu gromadzenia energii opartego na superkondensatorach. Przenoszenie napędu z silnika na oś napędową odbywa się przez dwustopniową przekładnię. Wał przekładni połączony jest z wałami kół przez sprzęgła podatne. Na wałach zamontowane są tarcze hamulcowe elektrohydraulicznych hamulców pasywnych.
Wagony mają pięć podwójnych drzwi oraz jednoskrzydłowe z przodu i z tyłu pojazdu (przeznaczone tylko dla motorniczego). Drzwi są wyposażone w specjalne platformy, ułatwiające osobom poruszającym się na wózkach inwalidzkich wejście do pojazdu.
W przestrzeni dla pasażerów są 77 miejsca siedzące oraz miejsca stojące. Każdy z członów jest wyposażony w indywidualny system wentylacyjno-klimatyzacyjny, listwy świetlne na poręczach i stopniach wewnętrznych. Siedzenia pojazdu są tapicerowane, z wandaloodpornymi siedziskami i oparciami z motywem Lajkonika.
Wyposażony jest w monitoring, automaty biletowe obsługujące płatności kartą płatniczą oraz gotówką, system informacji pasażerskiej złożony z głosowego zapowiadania przystanków i tablic wyświetlających trasę przejazdu.

## Dane techniczne
Opracowano na podstawie źródła.
| Bombardier NGT8      |                   |                   |
| Przeznaczenie        | Transport miejski | Transport miejski |
| Napięcie zasilania   | 600 V DC          | 600 V DC          |
| Miejsca siedzące     | 77                | 77                |
| Miejsca stojące      | 148               | 148               |
| Długość pojazdu      | 32 830 mm         | 32 830 mm         |
| Szerokość pojazdu    | 2400 mm           | 2400 mm           |
| Wysokość pojazdu     | 3600 mm           | 3600 mm           |
| Moc ciągła na kołach | 4x105kW           | 4x105kW           |
| Prędkość maksymalna  | 80 km/h           | 80 km/h           |

## Historia
W czerwcu 2009 roku MPK Kraków ogłosiło przetarg na dostawę 24 pojazdów tramwajowych o długości od 31 metrów. Została złożona tylko 1 oferta:
- Bombardier Transportation – wagon o nazwie NGT8, 32,83 metra.

22 lipca 2011 roku MPK Kraków podpisało umowę z Bombardier Transportation na dostawę 24 fabrycznie nowych, niskopodłogowych wagonów tramwajowych Bombardier NGT8. Wówczas był najdłuższym tramwajem w Polsce. Pierwszy tramwaj miał został dostarczony do Krakowa pod koniec 2011 roku, jednak ze względu na powódź i zniszczenia w zakładach firmy Bombardier w Bautzen, dostawa uległa opóźnieniu do maja 2012 roku.

### Eksploatacja
4 października 2012 roku w Muzeum Inżynierii Miejskiej odbyła się uroczysta prezentacja pierwszego wagonu Bombardier NGT8. Dwa dni później, 6 października 2012 pierwszy egzemplarz tramwaju wyjechał na linię z pasażerami. W kwietniu 2013 roku zakończono dostawy tramwajów do Krakowa.

Wszystkie 24 wagony tramwaju stacjonują w zajezdni Podgórze.

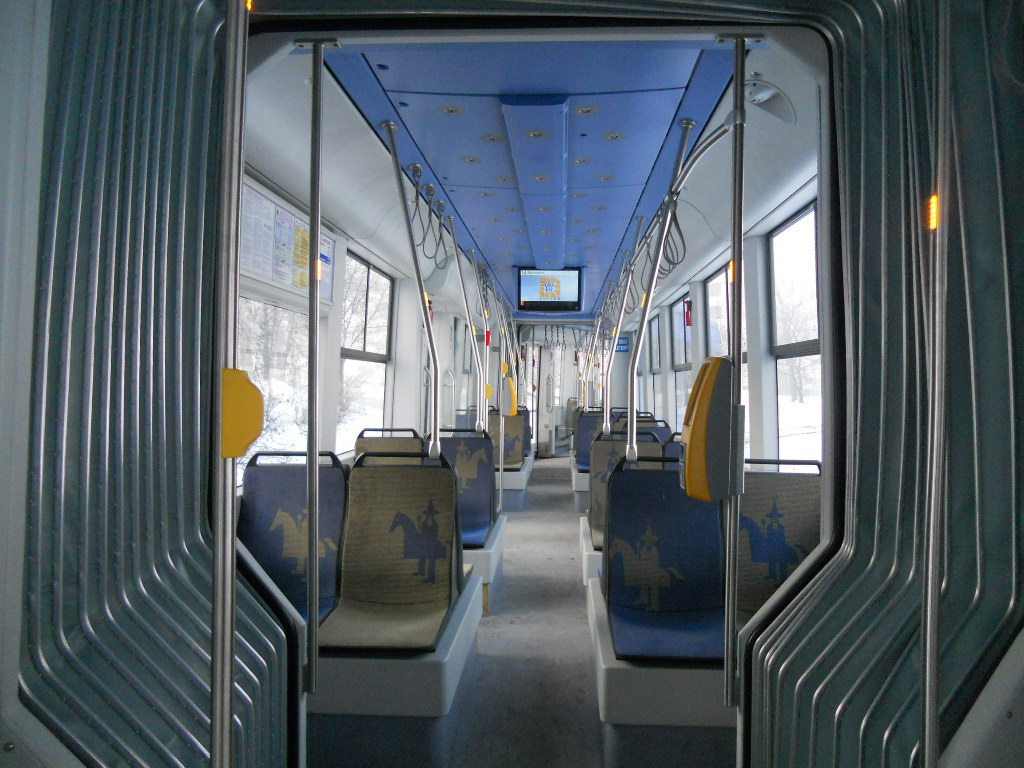
Wnętrze tramwaju
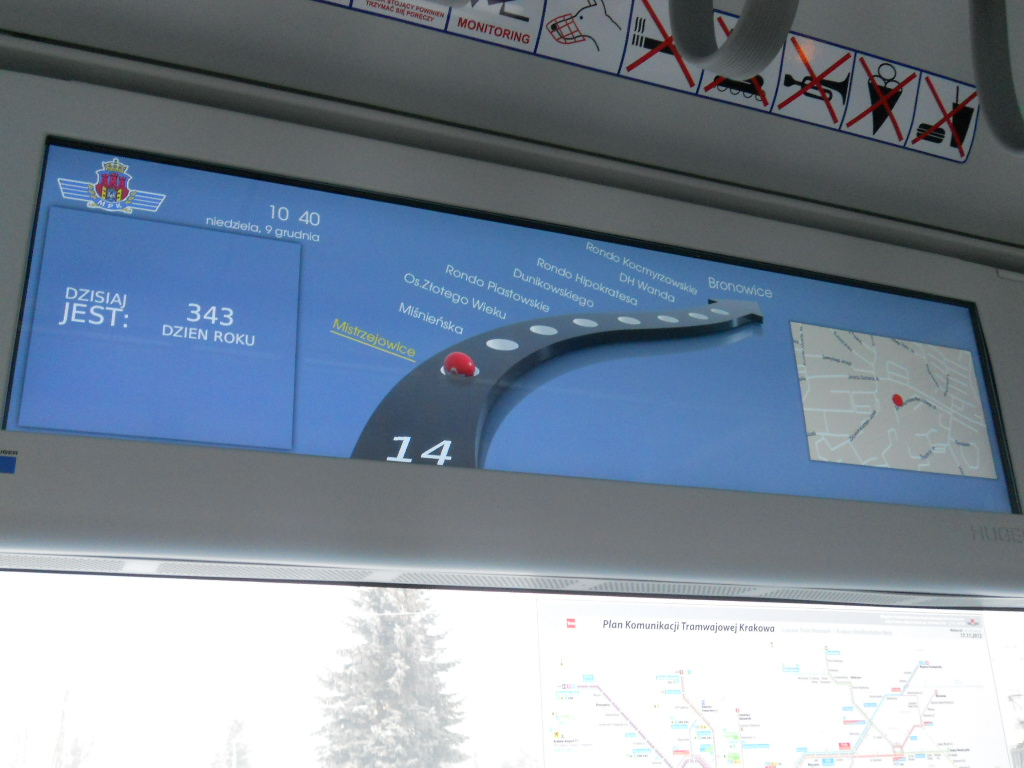
System informacji pasażerskiej
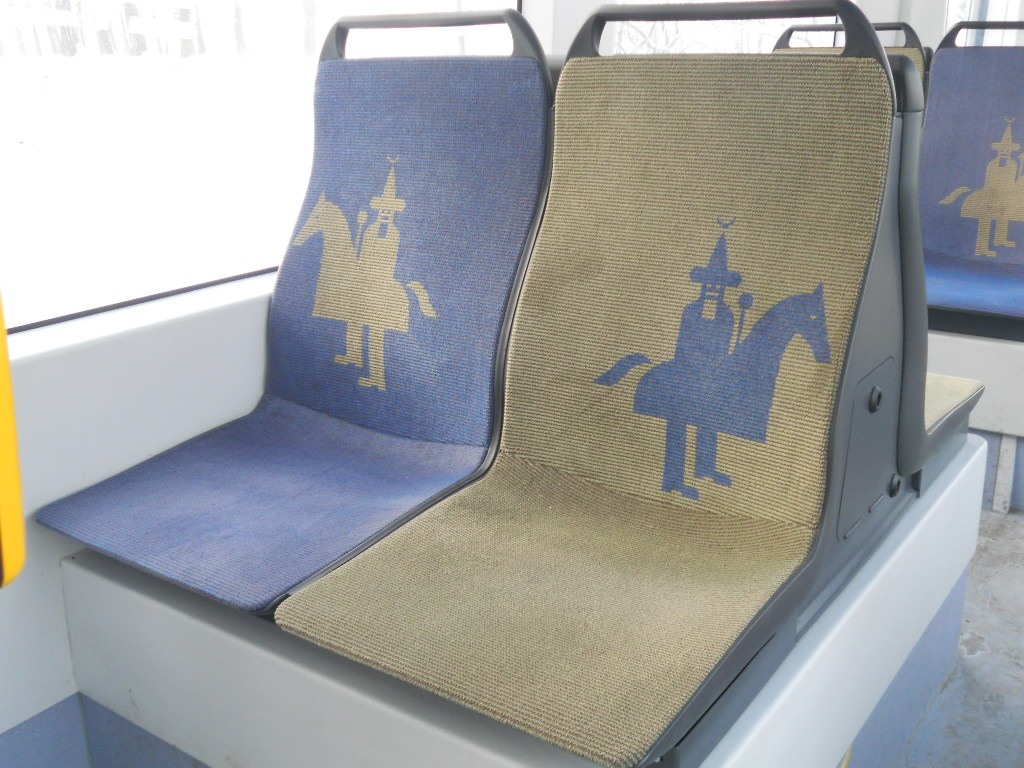
Siedzenia z motywem Lajkonika
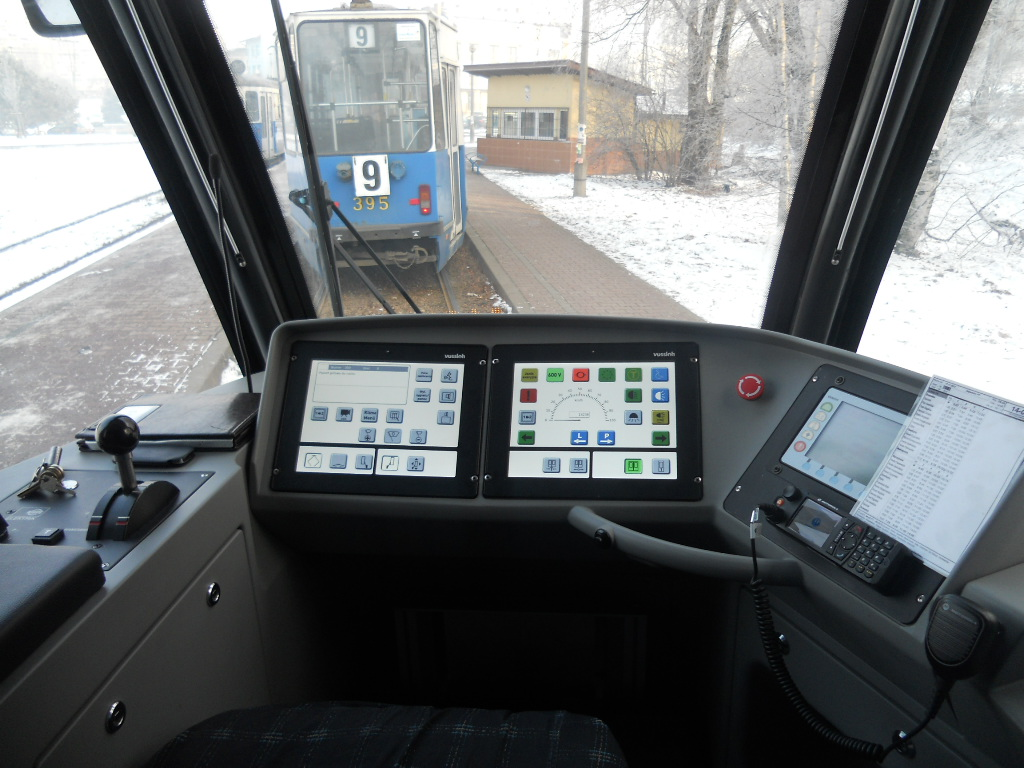
Kabina motorniczego
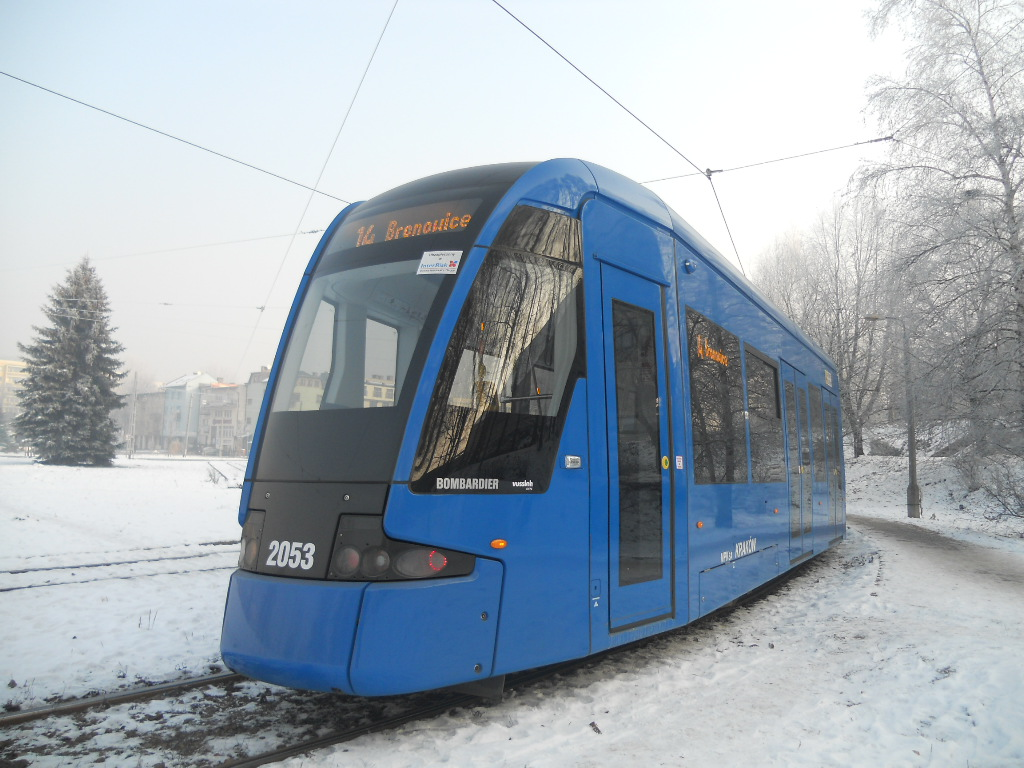
Zaokrąglony tył tramwaju